# تلمبه ساختمانی
تلمبه ساختمانی یک منطقهٔ مسکونی در ایران است که در دهستان دهچاه واقع شده‌است.